# Paiute del nord
El paiute del nord (ˈpaɪuːt) també conegut com a Numu i Paviotso, és una de les llengües de la branca occidental de les llengües numic de la família uto-asteca, de la que segons Marianne Mithun quedaven uns 500 parlants habituals en 1994. Ethnologue informà que el 1999 el nombre de parlants era de 1.631. Està molt estretament relacionada amb la mono.

## Revitalització de la llengua
Des de 2005 el Northwest Indian Language Institute de la Universitat d'Oregon ha format una societat per a ensenyar Numu i Kiksht a les escoles de la Reserva índia de Warm Springs.

## Morfologia
El Paiute del nord és una llengua aglutinant en la qual les paraules utilitzen sufixos complexos per a una varietat de propòsits amb diversos morfemes plegats.